# Gadide

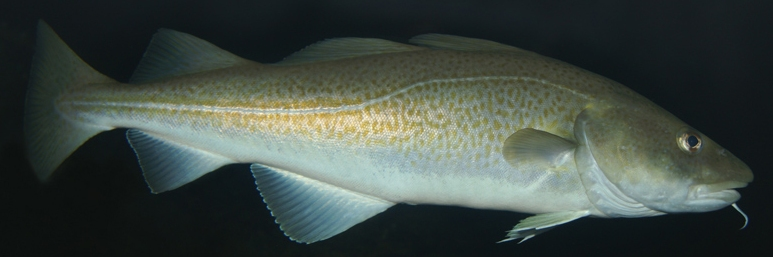
Morun atlantic

Gadidae este o familie de pești osoși care fac parte din ordinul Gadiformes, clasa Actinopterygii. De această familie aparțin o serie de specii de pești importanți pescuitului. Speciile din această familie trăiesc în apele reci din regiunile polare, dar și în apele în apele din regiunile cu climă temperată. Cele mai multe specii sunt carnivore, consumă nevertebrate și pești mici, ele trăiesc în bancuri și preferă în general apele puțin adânci.

## Caractere morfologice
Speciile din această familie au dimensiuni de la câțiva centimetri până o lungime de 2 m (Gadus morhua). Corpul este fusiform, dorsal și ventral au până la trei înotătoare bine dezvoltate. Sub maxilarul inferior are o mustață asemănător somnului.

## Mod de viață
Exemplarele adulte trăiesc în apropierea de fundul apei, unele ca de exemplu Gadus morhua și Theragra chalcogramma sunt pești răpitori, pe când Melanogrammus aeglefinus și Boreogadus saida se hrănesc și cu plancton.
Peștii tinerii preferă zona pelagică.

## Sistematică
Familia Gadidae cuprinde 12 genuri și ca. 25 de specii:
Genurile
- Arctogadus, descris de Dryagin, 1932
- Boreogadus, descris de Günther, 1862
- Eleginus, descris de Fischer, 1813
- Gadiculus, descris de Guichenot, 1850
- Gadus, descris de Linnaeus, 1758 
  - Gadus chalcogrammus, din Alaska
  - Gadus macrocephalus, codul de Pacific
  - Gadus morhua, codul de Atlantic
  - Gadus ogac, codul de Groenlanda
- Melanogrammus, descris de Gill, 1862
- Merlangius, descris de Geoffroy, 1767
- Microgadus, descris de Gill, 1865
- Micromesistius, descris de Gill, 1863
- Pollachius, descris de Nilsson, 1832 
  - Pollachius pollachius, polac
  - Pollachius virens, cod negru
- Theragra, descris de Lucas în Jordan & Evermann, 1898
- Trisopterus, descris de Rafinesque, 1814

Quappen (Lotinae) cu 3 genuri și 5 specii
- Brosme, descris de Oken, 1817
- Lota, descris de Oken, 1817
- Molva, descris de Lesueur, 1819
- Ranicipitinae (cu o specie)